# O despertar de uma nação
O despertar de uma nação (em árabe : عهد الأمان: صحوة أمة) é uma exposição de arte na Tunísia após uma parceria público-privada entre o Instituto Nacional do Património e a Fundação Rambourg Tunis. Seu objectivo é salvaguardar a colecção de pinturas do Instituto Nacional do Património relacionado ao reinado dos Husseinites, restauradores e levar a esta exposição.
Este projeto exigiu o recrutamento de vinte restauradores tunisinos e estrangeiros, que trabalharam por cinco meses para restaurar quase 300 obras de arte. Reconhecida por sua participação no trabalho de restauração, no Salão dos Espelhos do Palácio de Versalhes ou na Galeria Apollo do Museu do Louvre, a italiana Cinzia Pasquali liderou as oficinas de restauração.
Objectos arqueológicos e documentos históricos são adicionados à exposição, além de seu lado artístico, um documento visual ilustra uma era de reformas empreendidas pela Tunísia entre 1830 e 1881.

## Trabalhos expostos
A exposição apresenta cerca de 300 obras e objectos históricos - pinturas, manuscritos, desenhos, medalhas e figurinos - que descrevem o período de importantes reformas adoptadas pela Tunísia no século XIX.

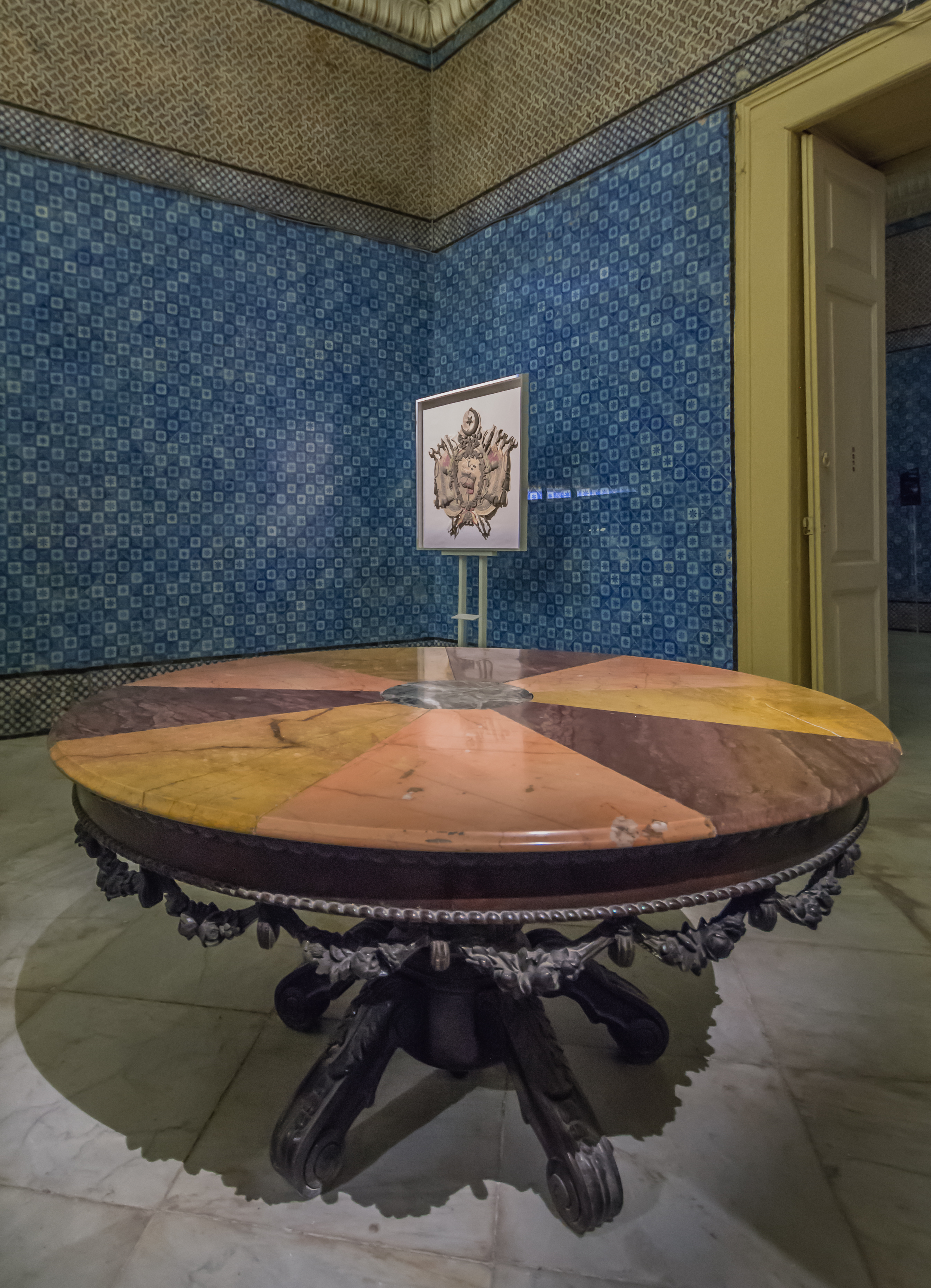
A tabela de pedestais em que o tratado de Bardo foi assinado, que estabeleceu o protectorado em 1881 e em que o documento de nacionalização de terras agrícolas foi assinado em 1964
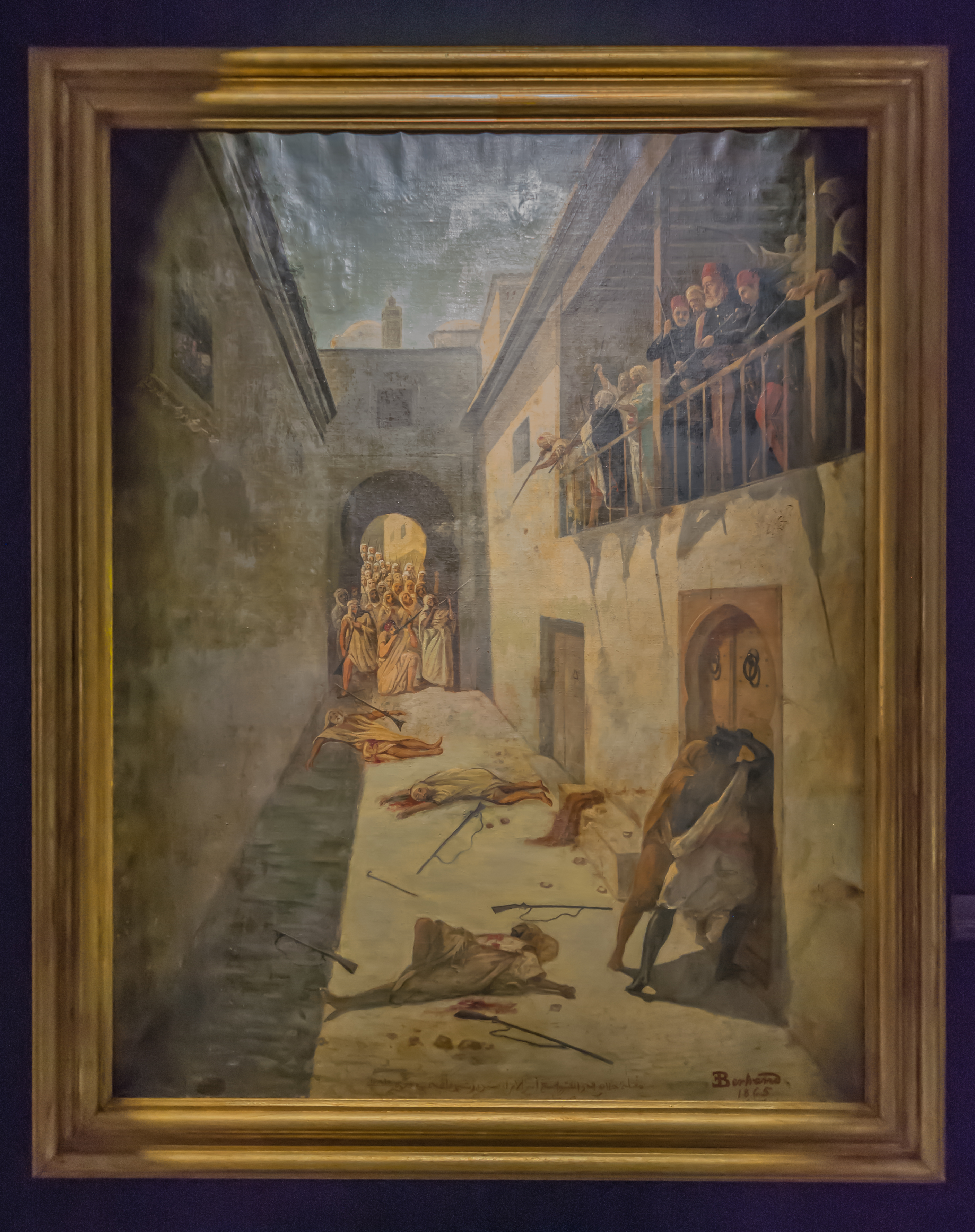
Massacre de Jlass a Kairouan com o Almirante Sidi Rashid Aga, óleo sobre tela de Émile Louis Bertrand (1815-1897), 115 x 147,5 cm, 1865 Museu Nacional Militar, inv. 268
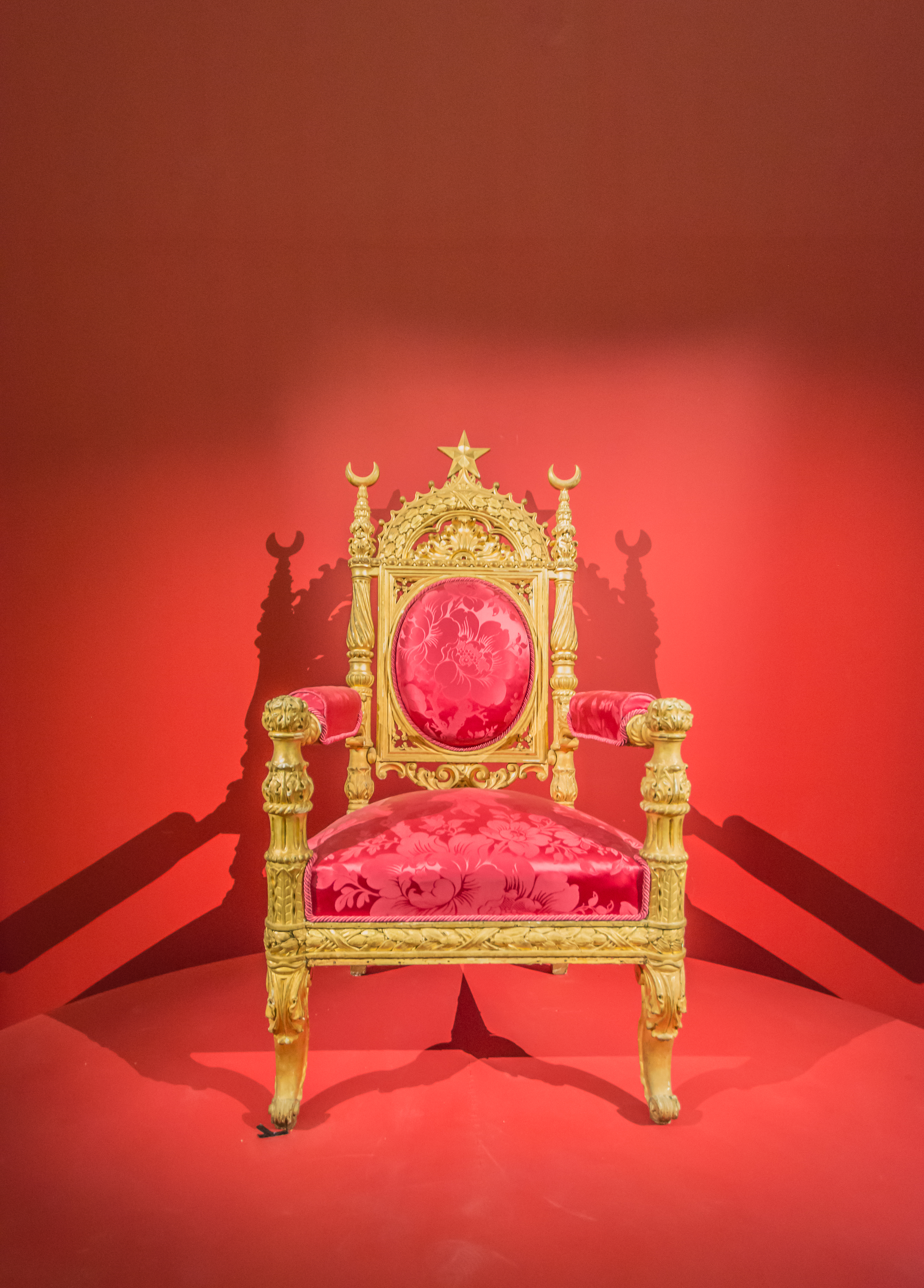
Cadeira do trono do palácio de Bardo (1846)
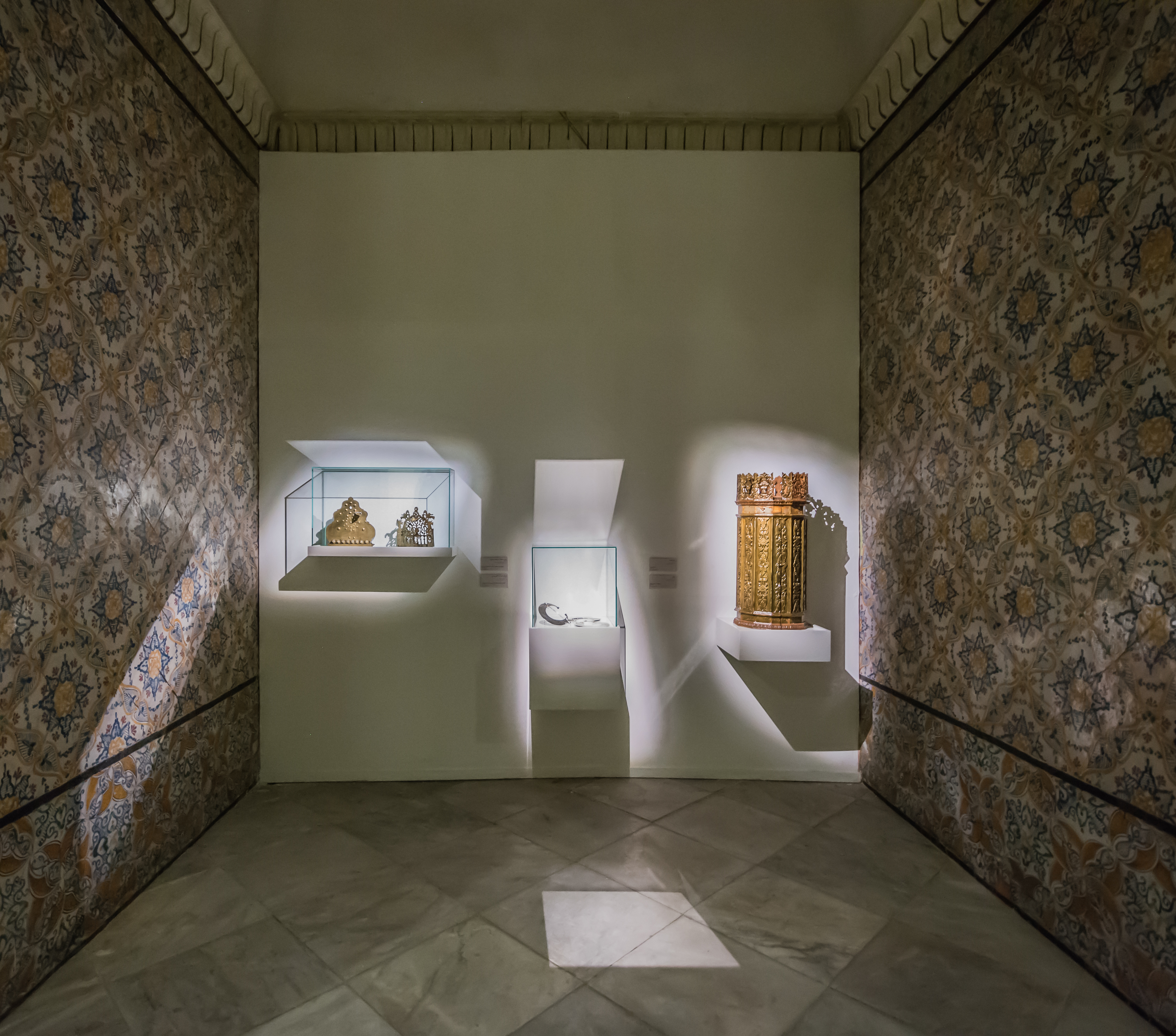
Da direita para a esquerda (torá de tórax, khlel e hanukkia) do Museu Lalla Hadria em Djerba
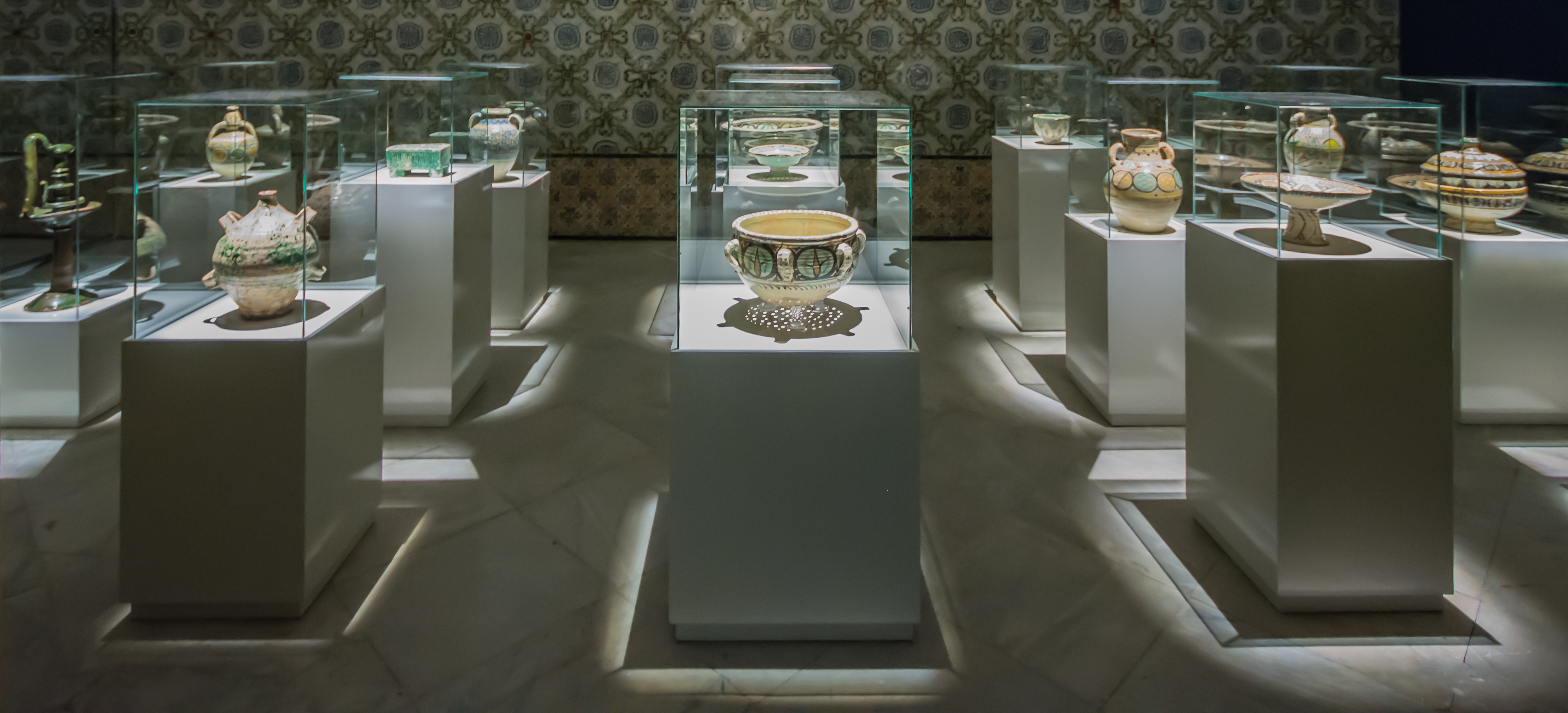
Colecção de cerâmica do Museu Lalla Hadria
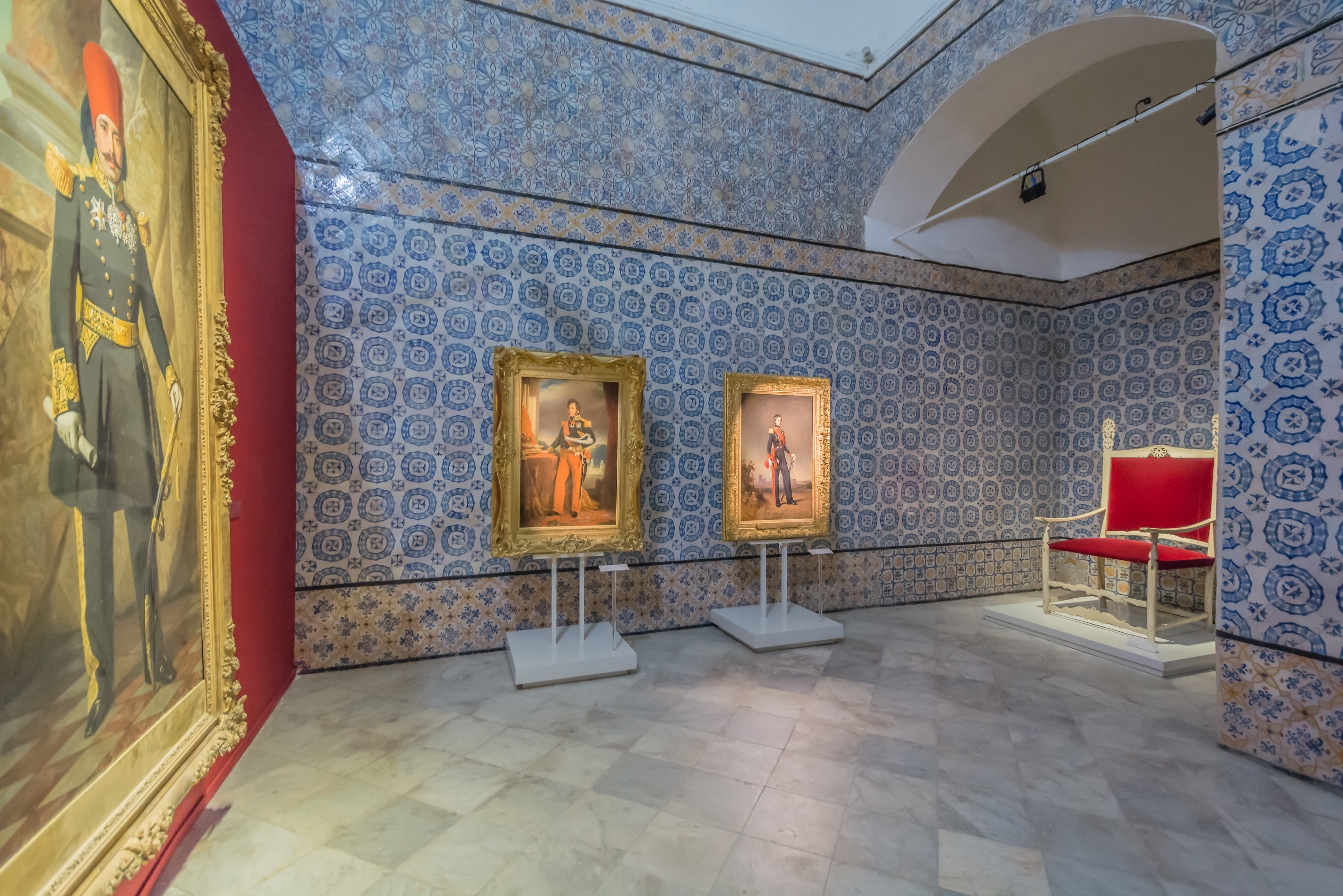
O trono cetáceo de marfim (1745) e a pintura que Mustafa Khaznadar deixou (à esquerda)

## Localização
A exposição ocorre no Palácio de Ksar Said, uma antiga residência do Bey, localizada em Bardo, nos subúrbios de Tunes. Foi construído pelo irmão de Muhammad III ibn al Husayn, Ismaïl Sunni, durante a primeira metade do século XIX. Após a execução do Mohammad Sunni III, ibn al Husayn se apropria e o palácio Ksar Said é renomeado como "Palácio abençoado". Abriu as suas portas pela primeira vez ao público por ocasião da exposição.